# Байгрейвс, Макс
Макс Ба́йгрейвс (англ. Max Bygraves полное имя — Уолтер Уильям Байгрейвс, 16 октября 1922, Лондон — 31 августа 2012) — британский певец, автор песен, актёр, ведущий радио- и телепрограмм, кавалер Ордена Британской Империи (OBE), имевший огромную популярность в послевоенной Англии.
Семнадцать синглов Макса Байгрейвса (в период с 1952 по 1973 годы) входили в UK Top 30 («Cowpuncher’s Cantata» — четырежды). Наивысшее достижение певца в британских чартах — 3-е место с песней «You Need Hands» (май 1958 года).
В 1990-х годах Байгрейвс отошёл от активной деятельности и поселился с семьёй в Австралии, но в 2002 году вернулся на сцену и провел серию гастролей с Beverly Sisters.
Скончался 31 августа 2012 года дома у своей дочери в Австралии после продолжительной борьбы с болезнью Альцгеймера в 89-летнем возрасте.

## Дискография

### Синглы (избранное)
- Cowpuncher’s Cantata (1952)
- (The Gang That Sang) Heart Of My Heart (1954)
- Gilly, Gilly, Ossenfeffer, Katzenellen Bogen by the Sea (1954)
- Mister Sandman (1955)
- Meet Me On The Corner (1955)
- The Ballad Of Davy Crockett (1956)
- Out Of Town (1956)
- Heart (1957)
- You Need Hands / Tulips From Amsterdam (1958)
- Little Train / Gotta Have Rain (1958)
- My Ukelele (1959): Jingle Bell Rock (1959)
- Fings Ain’t Wot They Used T’Be (1960)
- Consider Yourself (1960)
- Bells Of Avignon (1951)
- You’re My Everything (1969)
- Deck Of Cards (1973)
- White Christmas (1989)

### Альбомы (сборники)
- 50 Golden Years (1993, Braveworld)
- I Wanna Sing You a Song (1993, St. Clair)
- Sounds Like They Used to Be (1994, Universal)
- Max Bygraves (1994, Castle)
- An Evening with Max Live (1996, Hallmark)
- Singalongamaxmas (1998, Castle/Pulse)
- Cheers (1999, Horatio Nelson)
- Those Were the Days (1999, Castle Communications)
- Singalongamax (2000, Castle)
- Sing-a-Long-a War Years, Vol. 1 (2000, Music Club)
- Sing-a-long-а-war 2 (2000, Music Club)
- I Wanna Sing You a Song: 25 Sing Along Favorites (2001, BMG International)
- Singalongamaxbox (2002, Castle Pulse)
- Sing-a-Long-a War Years, Vol. 2 (2003, Hallmark)
- Singalong Favourites (2003, Music Digital)
- Ol Big Head (2005, Pegasus)
- Sing-A-Long with Max (2005, Mastersong)
- Singalongamemories (Castle Pulse, 2006)
- Max Bygraves (2008, Hallmark)
- Here’s Max Bygraves (2008, Disky)

## Фильмография
- 1949 — / Bless 'Em All — Томми Андерсон
- 1949 — / Skimpy in the Navy — Томми Андерсон
- 1951 — / Tom Brown’s Schooldays — Охранник
- 1956 — / Charley Moon — Чарли Мун
- 1958 — Крик с улиц[англ.] / A Cry from the Streets (реж. Льюис Гилберт) — Билл Лоутер
- 1960 — / Bobbikins — Бенджамин Барнаби
- 1961 — / Spare the Rod — Джон Сондерс